# داخل متاهة الدب الأشيب (فلم)
داخل متاهة الدب الأشيب (بالإنجليزية: Into the Grizzly Maze) هو فيلم رعب وإثارة تم انتاجه في الولايات المتحدة وكندا، صدر سنة 2015. من بطولة جيمس مارسدن، بيلي بوب ثورنتون، بايبر بيرابو وتوماس جين.

## القصة
شقيقان ابتعدا لسنوات عن بعضهما، ثم يلتقيان من جديد في المنزل الذي ترعرعا فيه في براري (ألاسكا)، ويخططان لقضاء رحلة تخييم لمدة يومين لكن يحدث شئ لم يتوقعانه أبدًا.

## الميزانية والإيرادات
كلف الفيلم ميزانية عشرة ملايين دولار أمريكي.

## روابط خارجية
- مقالات تستعمل روابط فنية بلا صلة مع ويكي بيانات